# サミュエル・コスター
サミュエル・ウィリアム・コスター（Samuel William Koster, 1919年12月29日 - 2006年1月23日）は、アメリカ合衆国の軍人。アメリカ陸軍の将校で、ソンミ村虐殺事件当時の第23「アメリカル」歩兵師団長である。後に事件の隠蔽を図った容疑で軍法会議に掛けられた。意図的に責任を放棄したものではないとして起訴は取り下げられたものの、少将から准将への降格処分が下された。コスターは事件に関連して処分を受けた者のうち、最高位の将校だった。

## 経歴
1919年、アイオワ州ウェストリバティに生まれる。
1942年に陸軍士官学校を卒業。歩兵科将校としての訓練のためフォート・ベニングに移り、この頃に妻となるシェリー・カジン（Cherie Kadgihn）と出会った。その後、第104「ティンバーウルフ」歩兵師団に配属され、ヨーロッパ戦線に従軍する。終戦時には中佐として大隊長を務めていた。そして陸軍士官学校やペンタゴン、駐日進駐軍での勤務を経て、朝鮮戦争では第8軍によるゲリラ戦の指揮を取り、北朝鮮側の戦線後方における偵察などに従事した。朝鮮戦争の停戦後、コスターはパリのNATO本部に配属された。
その後も着実に昇進を続け、1967年、少将となっていたコスターはベトナムに駐留していた第23「アメリカル」歩兵師団の師団長に就任する。

### ソンミ村事件
1968年3月16日、アーネスト・メディナ大尉とウィリアム・カリー中尉に率いられたアメリカル師団所属の中隊が南ベトナムのミライ集落にて民間人の虐殺を行なった。犠牲者数の公的な調査は行われなかったが、後の研究では350人から500名の女、子供、老人が手榴弾、小銃、機関銃、銃剣などで殺傷されたと推測されている。この中には住居ごと焼き殺されたものもいるという。死体は側溝に積み上げられていた。さらに集落においてベトコンの活動は確認されておらず、虐殺の最中にも米兵に対する銃撃は一度も行われなかった。この事件は本土のアメリカ人に対して大きなショックを与え、ベトナム戦争に対する介入そのものに不道徳な印象を強く付与する事となった。
コスター自身はミライ集落に直接侵入しておらず、事件当時は部隊の展開状況を確認する為にヘリコプターに搭乗し、集落の上空にいた。彼自身が後に語った所によれば、彼は民間人の死傷者がわずか20人程度だと信じていたのだという。ただしその一方で「野蛮な銃撃」に関する噂や、虐殺を止めようとしたヘリコプター操縦士と地上部隊が対峙したという噂を耳にしていたという。なお、このヘリコプター操縦士については後にヒュー・トンプソンであった事が判明した。事件後、コスターは部下に対して事件に関する調査を命じたものの、まもなくして「報告書は作成したものの紛失した」と伝えられた。結局は師団本部への報告がなされることはなく、1963年にアメリカル師団の復員兵ロナルド・ライデンアワーがペンタゴン、大統領、上院議員らに対して事件に関する秘密裏かつ高度な調査を求める手紙を送った事をきっかけに政府当局が事件の調査に乗り出す事になる。1969年11月、フリーランスの調査報道ジャーナリストであるシーモア・ハーシュが書いた暴露記事によって虐殺事件が公に知られることとなった。
1968年6月、コスターはベトナムを離れ、陸軍士官学校の校長に就任した。1970年3月、コスターと13名の将校は虐殺を隠蔽しようとした容疑で起訴された。まもなく陸軍が「コスターは意図的に責任を放棄したのではない」と判断した為に起訴は取り下げられている。コスターの軍法会議は1971年1月に終了したが、同年5月になってからスタンリー・リーザー陸軍長官により陸軍殊勲章の剥奪と准将への降格が言い渡された。また、アメリカル師団でコスターの副官だったジョージ・H・ヤング准将（George H. Young , Jr.）の陸軍殊勲章も同時に剥奪されている。
コスターが陸軍士官学校長を辞する際、3,700人の士官候補生は盛大な拍手と行進で彼を送り出した。ある士官候補生によれば、当時士官学校内で蔓延していたいじめを根絶したのがコスターだったという。

### その後
陸軍士官学校長を退いた後、コスターはメリーランド州にあるアバディーン性能試験場の副司令官に着任した。1973年11月、コスターはハワード・キャラウェイ陸軍長官に対し、軍歴の回復と少将への復帰を受けた上で12月1日に退役したいとの申し出を直接行ったが、陸軍側ではこれを拒否している。結局、コスターは1973年11月30日に准将として退役した。
彼がアメリカ軍人として得た勲章には銀星章や銅星章、レジオン・オブ・メリットなどが含まれる。
退役後、コスターはコッペルス・アンド・ハンソン・インダストリーズの送電部門に執行副社長として12年間勤務し、同社が管轄するアメリカおよびカナダの発電所の監督を行なった。
1982年には『ワシントン・ポスト』紙の取材に応じ、「ベトナムに入ったこと自体が最初の間違いだった。アジアでの戦いの前に大義があったはずだが、そうしたものは一切無かったと我々は考えている」と述べた。
2006年、腎臓癌により死去した。
死去の時点で家族は妻のほか、3人の息子（いずれも陸軍将校）、2人の娘、15人の孫、6人の曾孫があった。

## 大衆文化
ピート・シーガーが歌った反戦歌『Last Train  to Nuremberg』では、カリーやメディナと共にコスターの名前が登場する。
"Do I see Lieutenant Calley?  Do I see Captain Medina?  Do I see Gen'ral Koster and all his crew?"